# Sutor, ne ultra crepidam

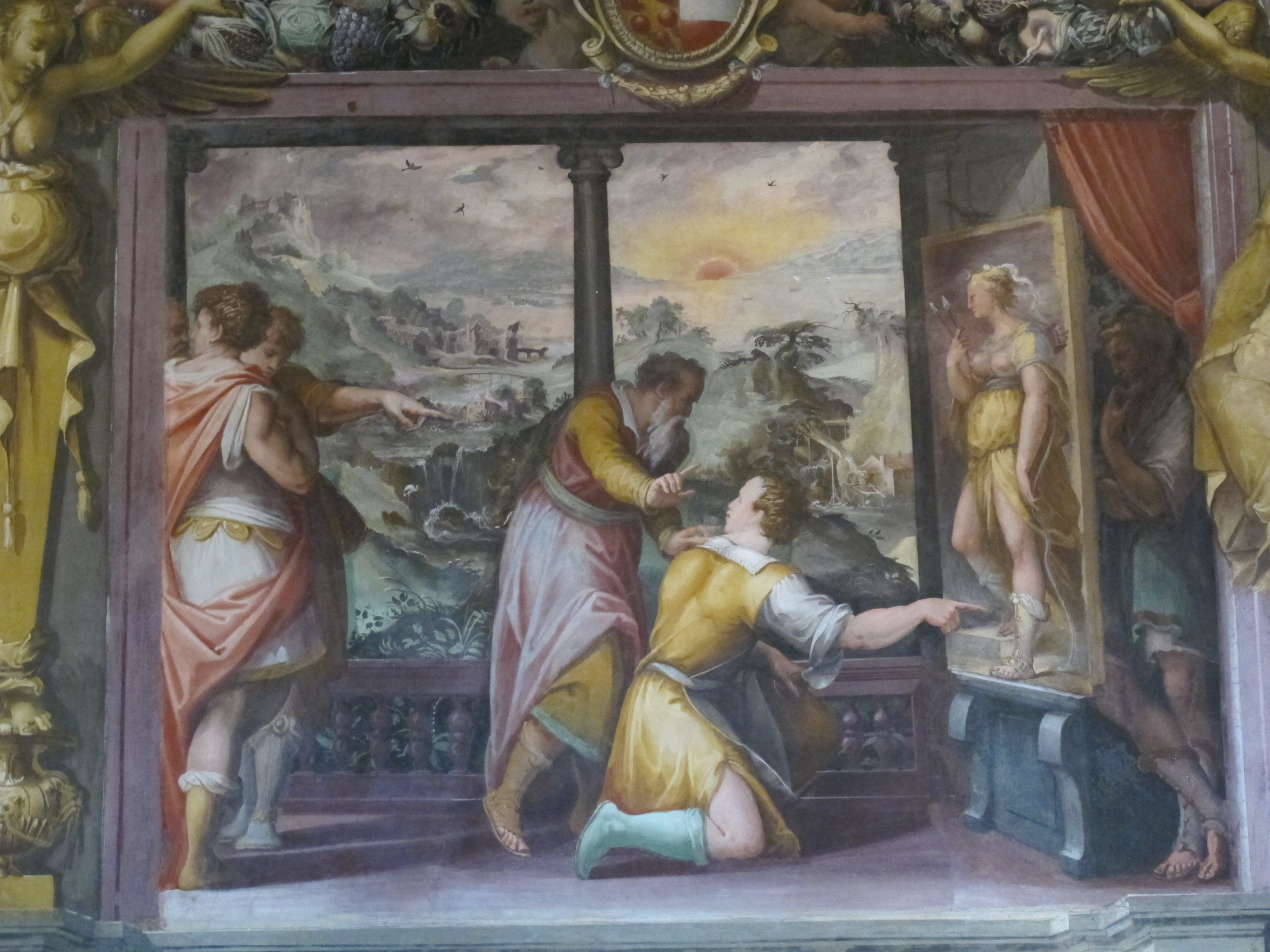
La casa Vasari en Florencia.

Sutor, ne ultra crepidam es una expresión latina que significa literalmente ‘Zapatero, no más allá del zapato’, y es usada para advertir a personas de que eviten emitir juicios que vayan más allá de su conocimiento.
Su origen se encuentra en la obra de Plinio el Viejo Naturalis Historia (XXXV, 85; Loeb IX, 323–325) dónde narra que un zapatero (sutor en latín) se había acercado al pintor Apeles para señalar un defecto en la interpretación que el artista había hecho de un zapato (crepida, del griego κρηπίς krepis), que Apeles corrigió. Animado por este hecho, el zapatero empezó a señalar otros defectos que consideraba tenía la pintura, momento en el que Apeles le advirtió que ne supra crepidam sutor iudicaret (‘un zapatero no tendría que juzgar más allá del zapato’), consejo que se convirtió en un proverbio, como observó Plinio. El interés en el Renacimiento por la pintura y la antigüedad clásica hizo la expresión popular otra vez.
Un refrán relacionado se encuentra en los países de habla hispana: «Zapatero, a tus zapatos». Un proverbio inglés parecido es «A cobbler should stick to his last » (‘Un zapatero debe atenerse a su horma’). El idioma ruso comúnmente usa variantes de la frase «Суди, дружок, не свыше сапога» (‘No juzgues, amigo, encima de la bota’), a raíz de la recreación poética de la leyenda hecha por Alexander Pushkin.
Karl Marx ridiculizó la idea: «Ne sutor ultra crepidam. Este nec plus ultra de sabiduría artesanal se convirtió en una pura tontería, desde el momento en que el relojero Watt inventó la máquina de vapor, el barbero Arkwright la máquina hiladora y el joyero Fulton el barco de vapor».